# Meyendorff (Adelsgeschlecht)

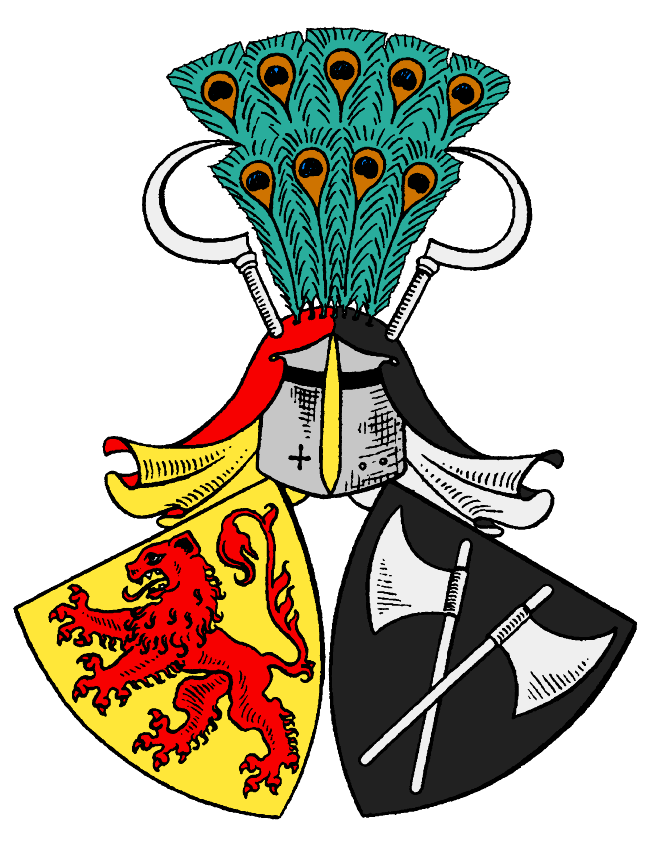
Stammwappen derer von Meyendorff/Uexküll seit 1475

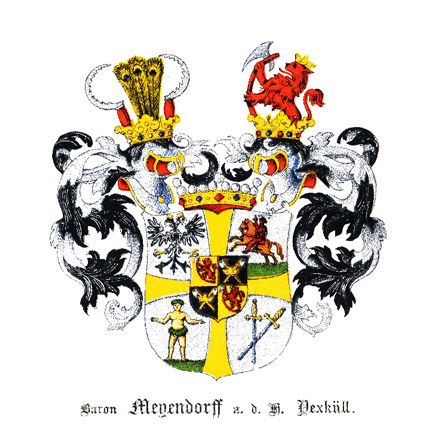
Freiherrliches Wappen

Meyendorff, auch Meijendorff von Yxkull, Uexküll-Meyendorf, Meyendorff von Yxkull russisch Мейендорф, ist der Name eines deutsch-baltischen Adelsgeschlechts, das im 17. Jahrhundert aus dem in der Wiek (heute Kreis Lääne, Estland) beheimateten Zweig des Adelsgeschlechts Uexküll hervorging und im Baltikum und im kaiserlichen Russland zu hohem Ansehen kam.

## Geschichte
(Zur Vorgeschichte siehe bei Uexküll)
Mit königlich schwedischen Diplom vom 16. April 1679 wurden die Söhne des Wolter Uexküll: Jacob, schwedischer Generallieutenant, Otto Johann, schwedischen Oberst, sein Enkel Wolter Reinhold sowie Lage Uexküll auf Schattmansöge aus dem Hause Kasti in den schwedischen Freiherrnstand erhoben. Dabei wurde der Ältere Stammname des Geschlechts wieder hervorgeholt und die Freiherren erhielten den Namen von Meyendorff aus dem Hause Uexküll. Das kurz zuvor erfolgte Aussterben beider Ursprungsfamilien, derer von Meyendorff im Magdeburgischen (1667) und derer von Meinsdorf im Holsteinischen (1664) mag darauf Einfluss gehabt haben, den in fabelhaftes Alterthum hinauf geleiteten Namen wieder hervorzuholen und der Vergessenheit zu entreissen. Die Einführung in das Ritterhaus in Stockholm erfolgte 1680 (Nr. 74 der Freiherrenklasse). Der Protest anderer Glieder des Geschlechts Uexküll gegen die Wahl des Namens wurde durch eine königliche Resolution vom 22. September 1682 zurückgewiesen.
Von den vier Empfängern des Freiherrndiploms starben die Brüder Jacob und Otto Johann ohne Erben. Lage von Meyendorff setzte den Stamm in Schweden weiter fort, wo er jedoch im 18. Jahrhundert erlosch. Alle heutigen Nachkommen führen sich auf Wolter Reinhold von Meyendorff auf Angern, Oerten und Sallentack zurück. Seine Söhne Jürgen Reinhold auf Oerten und Fabian auf Sallentack begründeten zwei Linien, von denen die Jürgen Reinholds 1811 im Mannesstamm erlosch. Fabian von Meyendorffs Söhne gründeten wiederum zwei Linien: eine estländische und eine livländische, die entstand, als Georg Johann 1742 das Gut Klein-Roop (heute: Mazstraupe) und 1759 das Schloss Hochrosen erwarb. 1826 kam das Gut Ramkau durch Heirat ebenfalls in den Besitz der Familie.
Das Geschlecht war seit 1742 bei der Livländischen Ritterschaft (Nr. 26), weiterhin mit der estländischen Linie auch bei der Estländischen Ritterschaft sowie das Haus Klein-Roop auch bei der Kurländischen Ritterschaft immatrikuliert.
Der Freiherrntitel wurde der Familie durch kaiserlich russischen Senats-Ukas vom 20. Dezember 1865 bestätigt.
Seit 1888 unterhielt die Familie die Freiherrlich Meyendorffsche Familienstiftung, deren Statuten 1937 vom estnischen Staat bestätigt wurde.
Nach der Oktoberrevolution flüchteten Familienmitglieder nach Dänemark, Frankreich, Großbritannien und Deutschland.

## Besitzungen
- Angern (estnisch Angerja), Kirchspiel Hageri, Landgemeinde Kohila, Estland
- Sallentack (estnisch Salutaguse), Kirchspiel Hageri, Landgemeinde Kohila, Estland
- Kegel (estnisch Keila), Estland
- Schloss Klein-Roop (lettisch Mazstraupe) bei Straupe, Lettland (1742–1919)
- Schloss Hochrosen (lettisch Augstroze) östlich von Limbaži, Lettland
- Ramkau (lettisch Ranka), Lettland (1836–1920)
- Ocht (estnisch Ohtu), Landgemeinde Keila, Estland (1793 bis 1919)
- Kumna (estnisch Kumna), Gemeinde Harku, Estland (1893 bis 1941)
- Schloss Meyendorff bei Moskau
- Schlippenbach-Haus in Reval, Estland (ab 1844)
- Tomaschiwka bei Uman, Ukraine

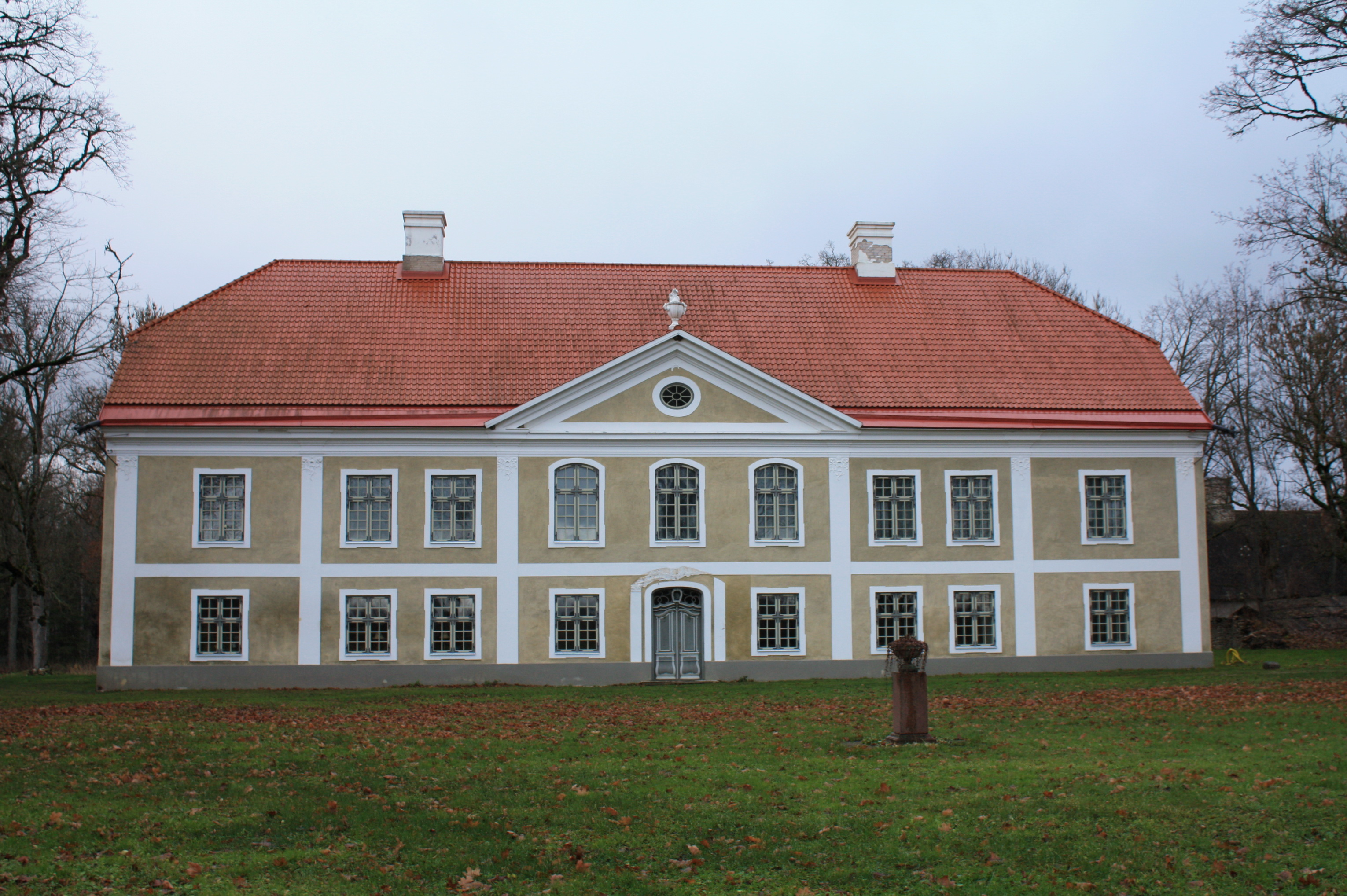
Ocht
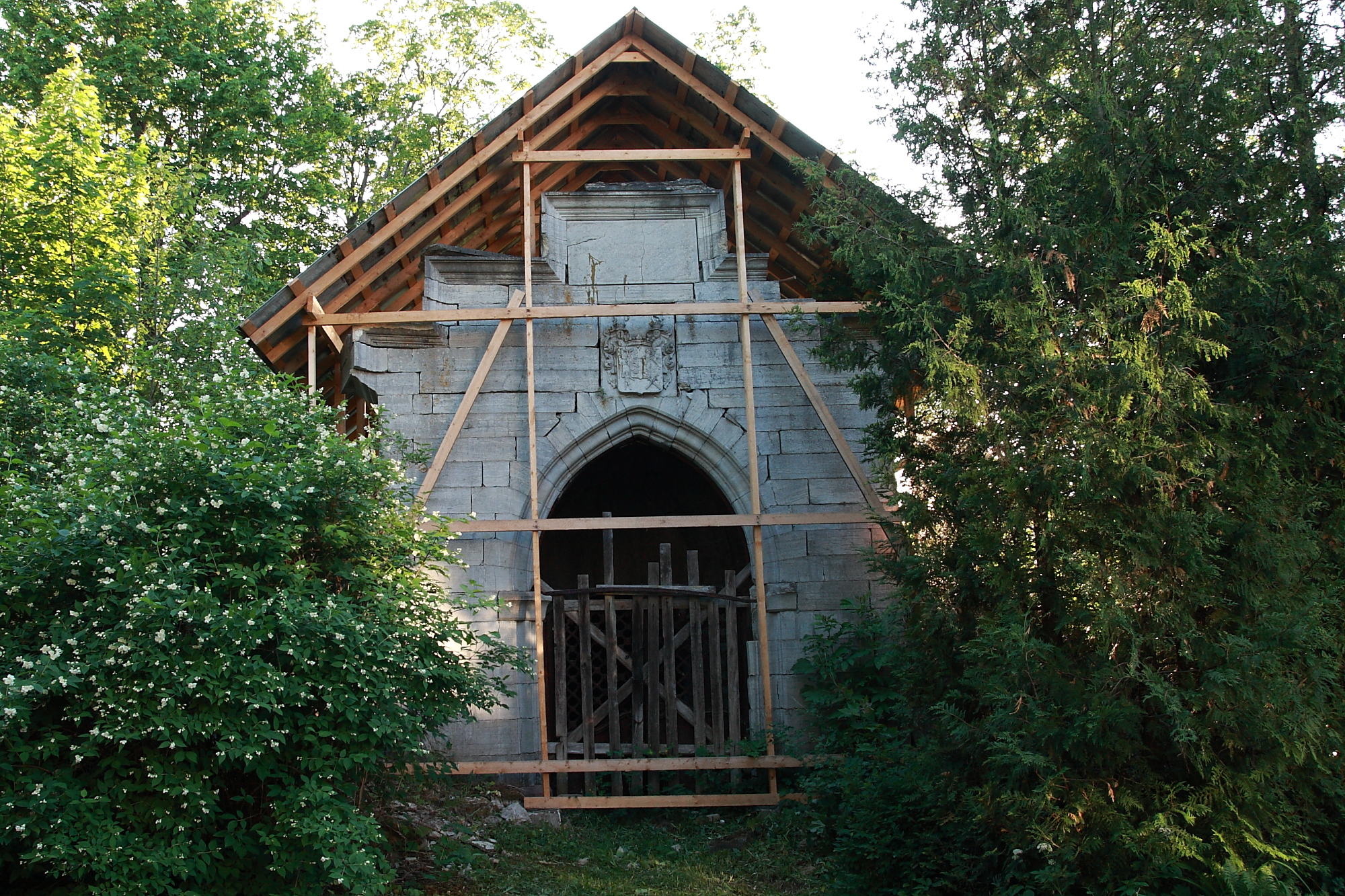
Mausoleum auf dem Kirchhof von Keila (Juni 2011)
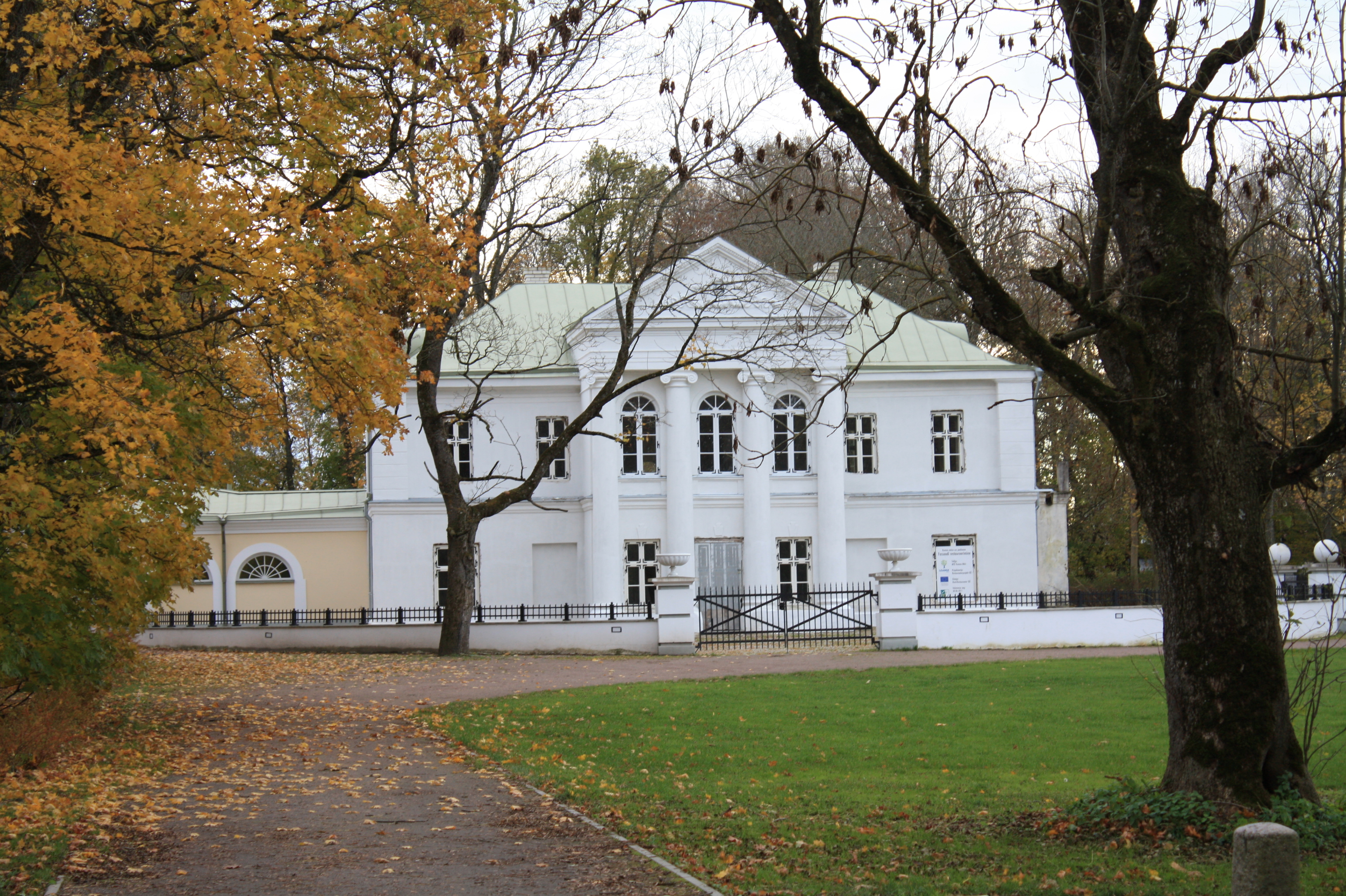
Kumna
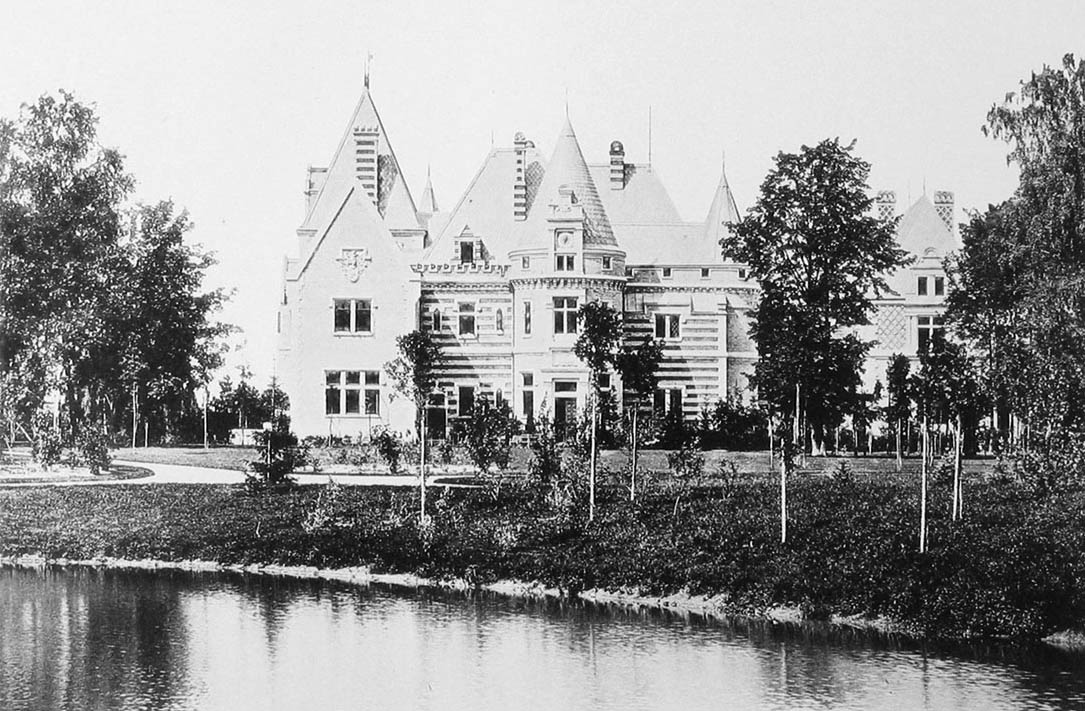
Schloss Meyendorff (vor 1917)
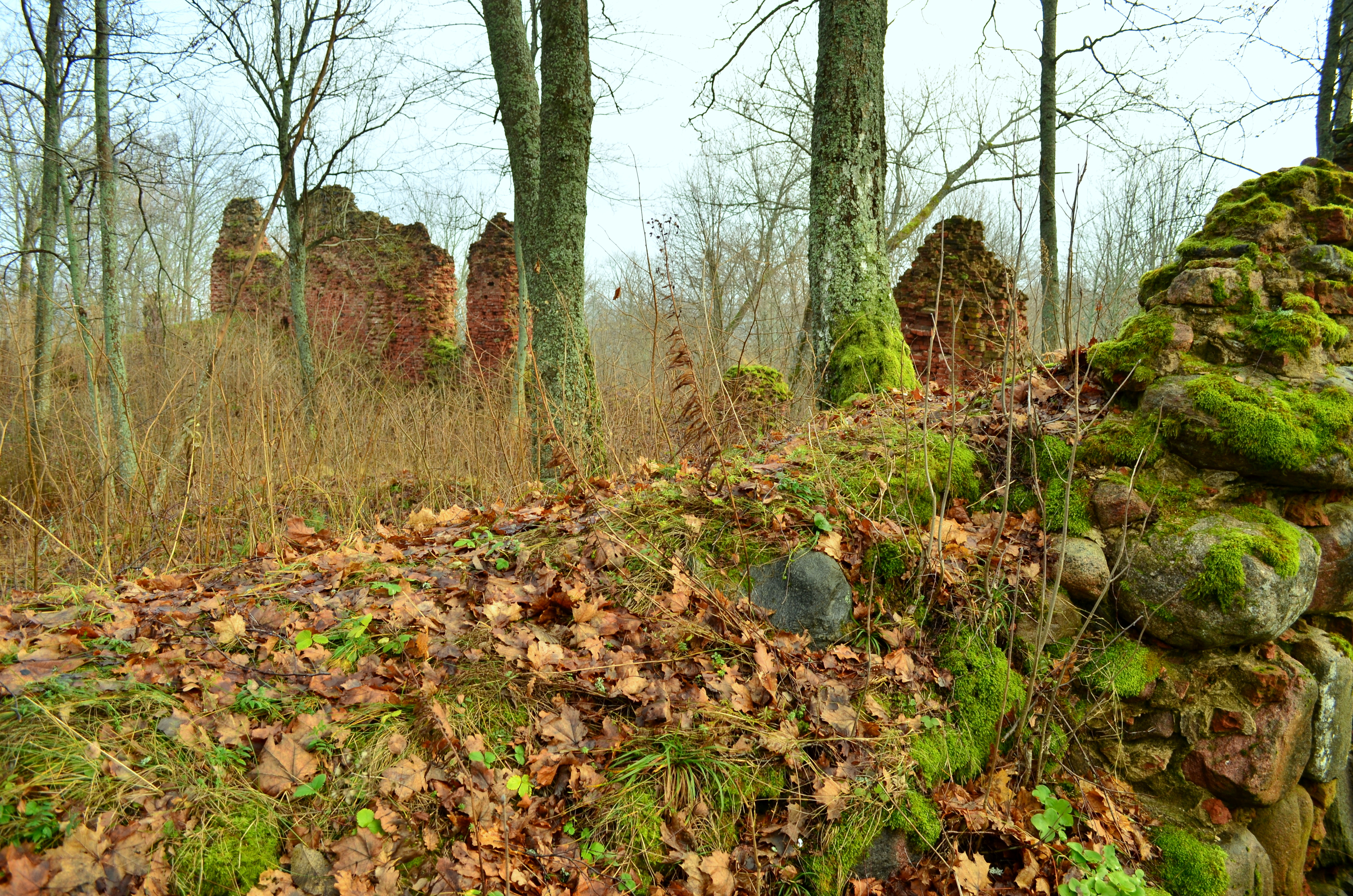
Schlossruine Augstroze
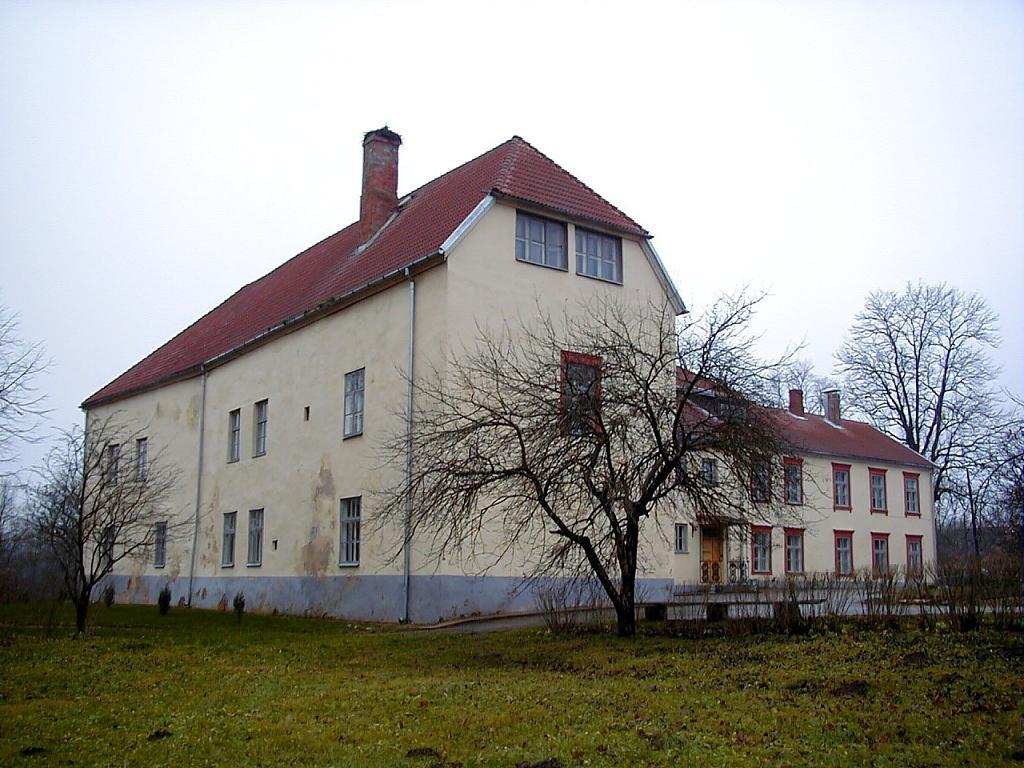
Schloss Klein-Roop (2014)

## Wappen

### Stammwappen
Das Stammwappen ist das der Uexküll und zeigt in Gold einen gekrönten leopardierten roten Löwen. Auf dem Helm mit rot-goldenen Decken zwei zugekehrte silberne Sicheln mit roten Schäften, besteckt mit natürlichen Pfauenfedern.

### Freiherrliches Wappen
Der Schild ist geviert mit geviertem Mittelschild. Mittelschild: l und 4 in Gold ein roter, gekrönter, eine silberne Hellebarde haltender Löw; 2 und 3 in Schwarz zwei ins Andreaskreuz gesetzte, mit einer goldenen Krone belegte, silberne Hämmer: Stammwappen; Hauptschild ganz silbern: l ein schwarzer, gekrönter Doppeladler; 2 ein nach der rechten Seite auf einem roten Rosse sprengender, rot bekleideter Reiter mit einer nach links abfliegenden, roten Zipfelmütze und ein Schwert haltend; 3 ein die Arme vorwärtshaltender, mit Laub bekränzter und umgürteter wilder Mann; 4 zwei ins Andreaskreuz gelegte, die Spitze unterwärtskehrende Degen.

## Bedeutende Vertreter

### Haus Klein-Roop
- Georg Johann von Meyendorff (1718–1771), Livländischer Landrat und Landmarschall
  - Kasimir von Meyendorff (1749–1813), russischer General der Kavallerie, 1789 Oberkommandant von Riga, 1795 Zivilgouverneur von Finnland
    - Kasimir von Meyendorff (1794–1854), Gutsherr auf Klein-Roop,
      - Felix von Meyendorff (1834–1871), russischer Diplomat ⚭ Olga, geb. Fürstin Gortschakow (1838–1926)
        - Michael von Meyendorff (1861–1941), russischer Diplomat, durch Heirat Herr auf Schloss Meyendorff
        - Alexander von Meyendorff (1869–1964), Jurist und russischer Politiker

    - Georg von Meyendorff (1795–1863), Forschungsreisender, Diplomat, Staatsrat, Dirigent der Reichsschuldentilgungskommission, livländischer Landrat 1837–47
    - Peter von Meyendorff (1796–1863), Diplomat
    - Alexander von Meyendorff (1796–1865), Wirklicher Staatsrat, Vorsitzender der Moskauer Abteilung des Kommerz- und Manufakturrats

### Haus Ramkau
- Friedrich von Meyendorff (1839–1911), Livländischer Landmarschall (1884–1908).

### Haus Ocht/Kegel

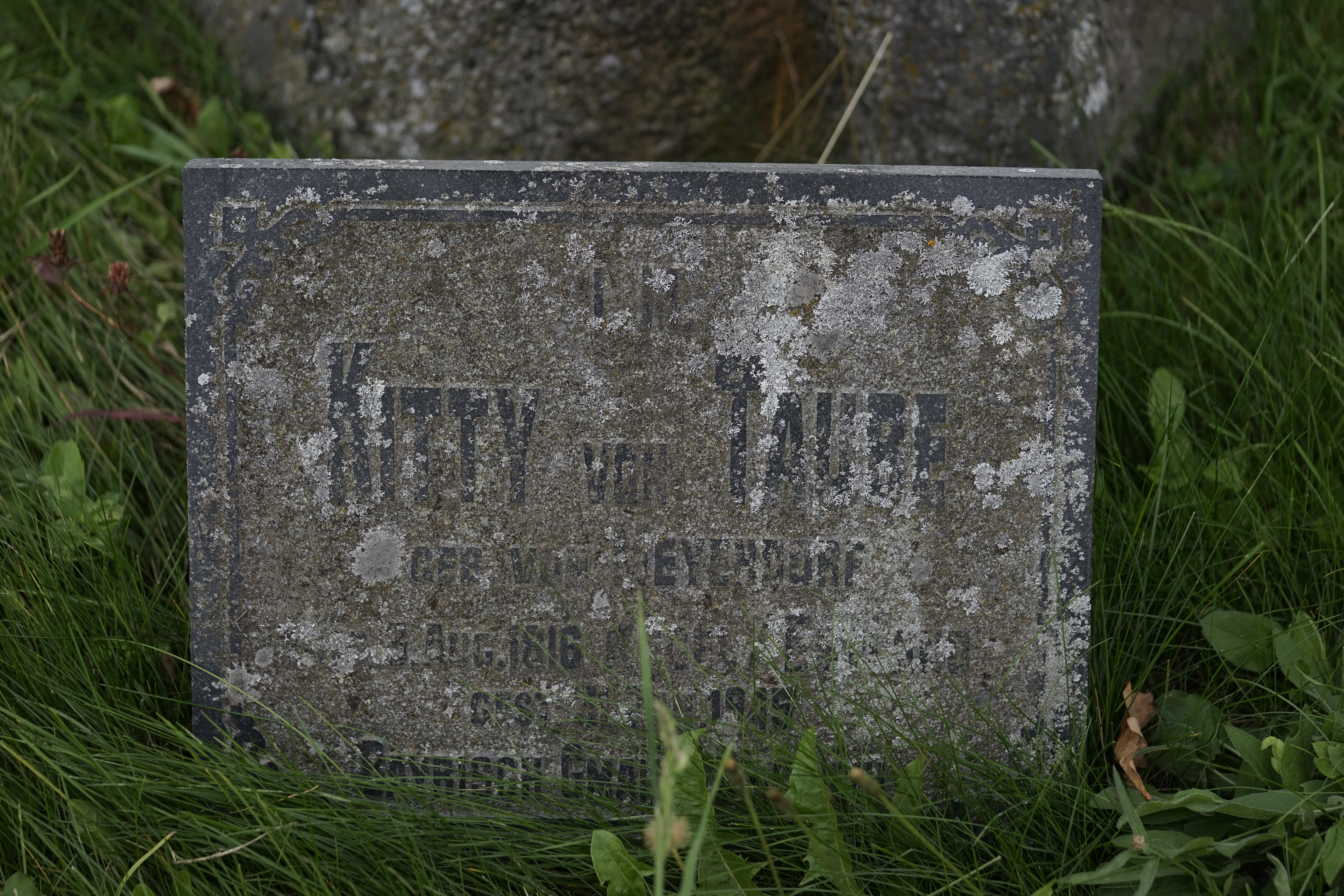
Grabstein der Kitty von Meyendorff in Türi

- Georg von Meyendorff (1794–1879), Generaladjudant des Zaren, Präsident des Ev.-luth. Konsistoriums
  - Bogdan Theophil von Meyendorff (1838–1919), General der Kavallerie, Generaladjudant des Zaren, Gutsherr auf Kumna (ab 1893)
    - Helena Theofilowna von Meyendorff (1881–1966) ⚭ Pjotr Sergejewitsch Scheremetew (1876–1914)
      - Helena Petrowna Scheremetew (1904–1992) ⚭ Prinz Wladimir Golizyn (1901–1943)

    - Theophil von Meyendorff (1886–1971), Maler
      - John Meyendorff (1926–1992), Russisch-orthodoxer Theologe, Hochschullehrer und Autor
        - Paul Meyendorff (* 1950), Russisch-orthodoxer Theologe und Hochschullehrer

  - Fedor von Meyendorff (1842–1911), Generalleutnant, Kommandant des kaiserlichen Hauptquartiers
    - Georgi (Juri) von Meyendorff (1873–1919, ermordet durch ukrainische Anarchisten Machnowschtschina) ⚭ Natalia Nikolaewna von Meyendorff (Dolgorukowa, 1882–1912)[3]
      - Marie von Meyendorff (1904–1978) ⚭ Alexandre de Couriss (Urgroßeltern des frz. Premiers Gabriel Attal)

  - Gottlieb von Meyendorff (1847–1923), Gutsherr auf Ocht und Kegel (bis 1919) und Kumna (bis 1893)
    - Kitty von Meyendorff (1876–1933) ⚭ Otto Iwan von Taube
    - Friedrich von Meyendorff (1890–1925), Dr. jur. Rechtsanwalt
      - Irene von Meyendorff (1916–2001), Schauspielerin